# 35 Dywizja Strzelecka (ZSRR)
35 Dywizja Strzelecka (ros. 35-я стрелковая дивизия) – związek taktyczny piechoty Armii Czerwonej.
W czerwcu 1941 roku pod dowództwem płk. F.Z. Borysowa wchodziła w skład wojsk Frontu Dalekowschodniego.

## Struktura organizacyjna
W jej skład wchodziły:
- 183 Pułk Strzelecki
- 196 Pułk Strzelecki
- 352 Pułk Strzelecki
- 119 Pułk Artylerii Lekkiej
- 177 Pułk Artylerii Haubic
- 88 dywizjon przeciwpancerny
- 48 kompania rozpoznawcza
- 68 batalion saperów
- inne służby